# Municipio de Wolf Pit
El municipio de Wolf Pit (en inglés: Wolf Pit Township) es un municipio ubicado en el  condado de Richmond en el estado estadounidense de Carolina del Norte. En el año 2010 tenía una población de 8.425 habitantes.

## Geografía
El municipio de Wolf Pit se encuentra ubicado en las coordenadas 34°53′58.55″N 79°47′13.21″O / 34.8995972, -79.7870028.